# Voiture OCEM « Talbot »
La voiture Talbot est un type de voiture de chemin de fer, métallique à bogies, construit dans les années 1930 et destiné au trafic de trains de banlieue. On en dénombre 380 exemplaires.

## Historique
Ces voitures métalliques à rivets apparents, longues de 21,214 m et montées sur bogies Y2R, ont été conçues par l'Office central d'études de matériel de chemins de fer (OCEM) pour l'administration des chemins de fer de l'État. Les voitures commandées en 1929 ont été produites de janvier 1930 à juillet 1931 en deux lots égaux :
- 150 voitures construites par l'industrie ferroviaire française ;
- 150 voitures produites par le constructeur allemand Talbot d'Aix-la-Chapelle, au titre de dédommagements de guerre consécutifs à la Première Guerre mondiale. C'est à ce dernier qu'elles doivent leur nom d'usage. En 1932, 80 autres voitures seront commandées et livrées en 1933.

Elle disposaient de deux plateformes d'accès desservies par des portes à deux ventaux coulissants. Elles étaient aménagées en deux petits compartiments d'extrémité à deux fenêtres et un grand compartiment central à 6 ou 7 fenêtres. Les fenêtres de part et d'autre des portes coulissantes étaient de demi-largeur, afin de permettre le recul des ventaux lorsqu'elles étaient ouvertes. L'aménagement était classique avec des banquettes en vis-à-vis et une allée centrale avec disposition 3 + 2 en 2e classe.
On dénombre les types suivants selon les diagrammes d'aménagement :
- 11 A2yfp n° 2641 à 2651 ;
- 94 A2B2yfp n° 4501 à 4544 et 4551 à 4600 ;
- 13 A2C2yfp n° 4681 à 4693 ;
- 25 B3yfp n° 9271 à 9285 et 9331 à 9340 ;
- 183 C3yfp n° 19001 à 19105, 10701 à 10740 et 19111 à 19148 ;
- 20 B2Eyfp n° 10741 à 10750 et 10571 à 10580 ;
- 34 C2Eyfp n° 10751 à 10780 et 10581 à 10584 .

Les livraisons ont concerné :
- 1930
  - 30 A2B2yfp n° 4501 à 4530
  - 15 B3yfp n° 9271 à 9285
  - 105 C3yfp n° 19001 à 19105
- 1931
  - 6 A2yfp n° 2641 à 2646
  - 64 A2B2yfp n° 4531 à 4544 et 4551 à 4600
  - 40 C3yfp n° 10701 à 10740
  - 10 B2Eyfp n° 10741 à 10750
  - 30 C2Eyfp n° 10751 à 10780
- 1933
  - 5 A2yfp n° 2647 à 2651
  - 13 A2C2yfp n° 4681 à 4693
  - 10 B3yfp n° 9331 à 9340
  - 10 B2Eyfp n° 10571 à 10580
  - 4 C2Eyfp n° 10581 à 10584
  - 38 C3yfp n° 19111 à 19148

Dix-huit voitures furent détruites pendant les bombardements de la Seconde Guerre mondiale.
Elles ont assuré un service de trains de banlieue dans toute la région parisienne, principalement au départ des gares de Paris-Saint-Lazare et de Paris-Montparnasse, mais aussi au départ de la gare de Paris-Nord ou dans la banlieue de Lille.
Elles ont été progressivement rayées des effectifs, de 1975 à 1984, cédant la place aux rames inox de banlieue (RIB) et aux voitures de banlieue à deux niveaux (VB 2N).

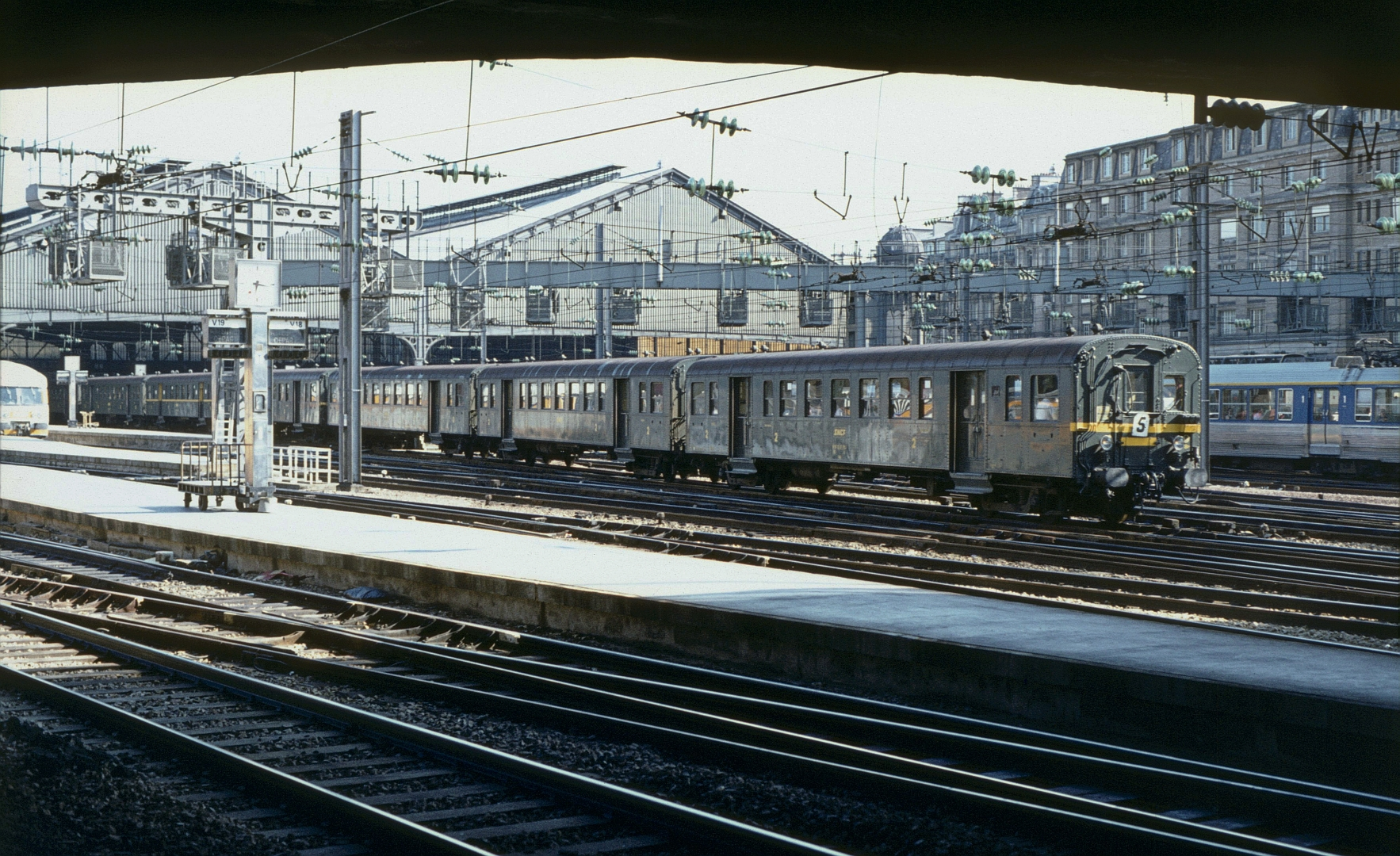
Une rame Talbot quitte la gare de Paris-Saint-Lazare le 13 juin 1981.
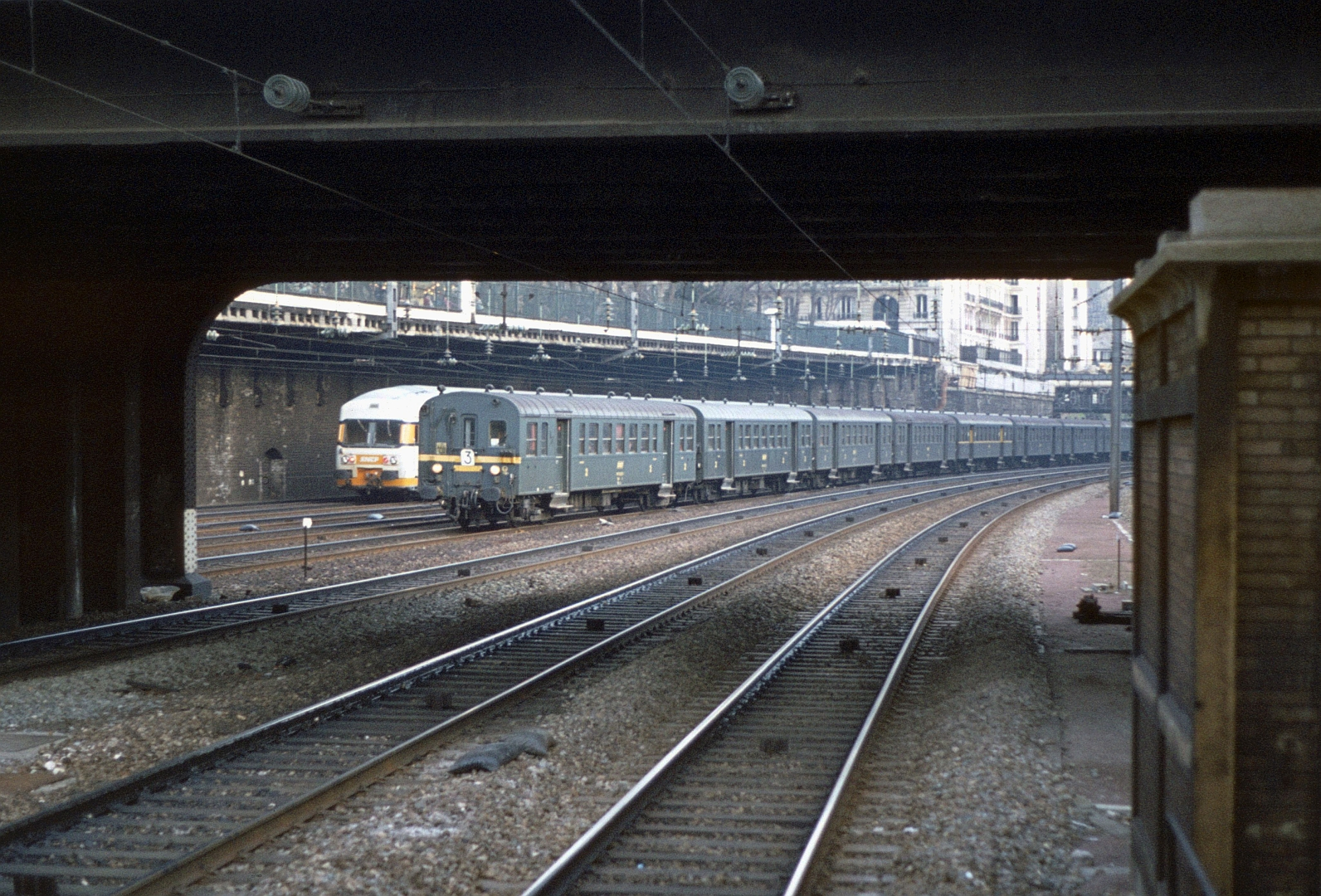
Une rame Talbot à destination de Poissy dans la tranchée des Batignolles le 16 janvier 1982.

## Préservation
Diverses voitures ont été rachetées et conservées par des réseaux touristiques.
Une rame de sept voitures dont une voiture-pilote, et composée des BDt myfp 38265, Bt myfp 38099, Bt myfp 38188, BDts myfp 38069, Bt myfp 38110, Bt myfp 38173, At myfp 31971, est préservée par l'AJECTA à Longueville  Classé MH (1988).

## Détachements
Étant dotées de sanitaires, plusieurs rames ont été affectées à la relation entre Paris-Est et Troyes durant l'été 1974, en remplacement des voitures A*** du parc dédié aux trains Rapides et Express qui ont migré sur le réseau Sud-Est pour assurer des pointes estivales en attendant les livraisons des futures voitures Corail, ceci à une période où le parc remorqué subissait une tension historique par manque de matériel. Dans ce même contexte, des voitures Romilly étaient aussi engagées sur des dédoublements entre Strasbourg et Paris-Est.